# Problemas ambientales en Eritrea
Eritrea afronta problemas medioambientales como la constante deforestación, la desertificación, la erosión del suelo, el sobre pastoreo, y la significativa perdida de tierras como resultado de los cientos de miles de minas terrestres.
El gobierno de Eritrea ha logrado importantes avances hacia la recuperación ambiental y la sustentabilidad de su país. El Gobierno eritreano a llevado a cabo un proyecto de reforestar el país (la cual en 1930 era bosque, a pesar de la tala intensiva) e evitar que la madera se utilice como fuente de combustible.
Además de sus responsabilidades terrestres, el gobierno de Eritrea, con la asistencia del Programa de Desarrollo de la ONU, promulgaron un Proyecto de Conservación de la Biodiversidad Costera Marítima e Insular, diseñado para proteger toda la zona costera de Eritrea. Este es el primer proyecto de ese tipo de alcance y magnitud en el mundo. Este programa está destinado en la creación de un entorno sustentable para las generaciones venideras.